# Cappella de' Picenardi
Cappella de' Picenardi är en ort och kommun i provinsen Cremona i regionen Lombardiet i Italien. Kommunen hade 410 invånare (2018).